# Račice (Ústí nad Labem)
Račice è un comune della Repubblica Ceca facente parte del distretto di Litoměřice, nella regione di Ústí nad Labem.

## Sport
Nel 1993 ha ospitato i campionati del mondo di canottaggio.
Dal 23 al 27 agosto 2017 ha ospitato la 38ª edizione dei Campionati mondiali di canoa/kayak 2017 presso lo Sportcentrum Račice.